# Sigurd S:son Melin
Sigurd Sigurdsson Melin, född 19 maj 1910 i Visby, Gotlands län, död 18 december 1998 i Sparreholm, Södermanlands län, var en svensk militär (överste). Han var bror till Thord Melin.

## Biografi
Melin utnämndes till fänrik i armén 1931 och till underlöjtnant 1933. Han utnämndes till kapten vid Svea trängkår 1940. År 1945 var Melin adjutant åt Folke Bernadottes Tysklandsdetachement. Åren 1948–1950 var han chef för Göta trängkårs kompani i Nora (T 2 N). År 1949 utnämndes han till major och blev 1950 byråchef vid Kungliga järnvägsstyrelsen. 
Åren 1953–1954 var han avdelningschef vid Försvarsstaben (Fst). År 1954 utnämndes han till överstelöjtnant i Generalstabskåren och tjänstgjorde på Försvarshögskolan (FHS). År 1958 blev han utnämnd till överste och chef för Norrlands trängregemente (T 3) där han var fram till 1963, då han tillträdde som chef för Svea trängregemente (T 1) där han tjänstgjorde fram till sin pension 1970.
Melin var son till bankdirektören Johan Sigurd Melin, som var bror till Carl Melin, och Gerda Eva Margaretha Svinhufvud. År 1935 gifte han sig med Ellen Augusta Ingrid Marianne Ridderstolpe (1915–1991). Paret fick fyra barn. Melin är begravd på Helgesta kyrkogård.

## Utmärkelser
- Riddare av Svärdsorden, 1949.[3]
- Kommendör av Svärdsorden, 6 juni 1962.[4]
- Kommendör av första klassen av Svärdsorden, 6 juni 1966.[5]